# جاليسيوس الثاني
البابا جيلاسيوس الثاني (باللاتينية: Gelasius II) ـ (حوالي سنة 1060 ـ 29 يناير 1119) هو بابا الكنيسة الكاثوليكية في الفترة من 24 يناير 1118 إلى وفاته سنة 1119.
ولد في جيتا باسم جوفاني كيتاني، وصار راهبًا في مونتي كاسينو، ثم اصطحبه البابا أوربانوس الثاني إلى روما وألحقه بسلك الكهنوت في روما في أغسطس 1088، وترقى في الرتب الكنسية حتى انتُخب للبابوية خلفًا للبابا الراحل باسكال الثاني سنة 1118.